# チョン・ジウォン
チョン・ジウォン（鄭 智媛、ハングル表記：정 지원、1985年6月20日 - ）は、大韓民国の韓国放送公社 (KBS) 所属のアナウンサー。ソウル市出身。明徳外国語高等学校から延世大学校の新聞放送学科に進学し卒業した。KBS Nスポーツチャンネルのアナウンサーを務めた後、2011年にKBSの第38期公開採用でアナウンサーとして採用され入局した。2016年に国土交通部の緑色建築（環境に配慮した建築）広報大使および韓国青少年活動進興院の青少年幸福キャンペーン広報大使を務めた。知能指数が高い人の交流団体メンサの会員である。『挑戦! ゴールデンベル』や『芸能街中継』『文化の香り』などの司会進行を務めている。